# 타타르어

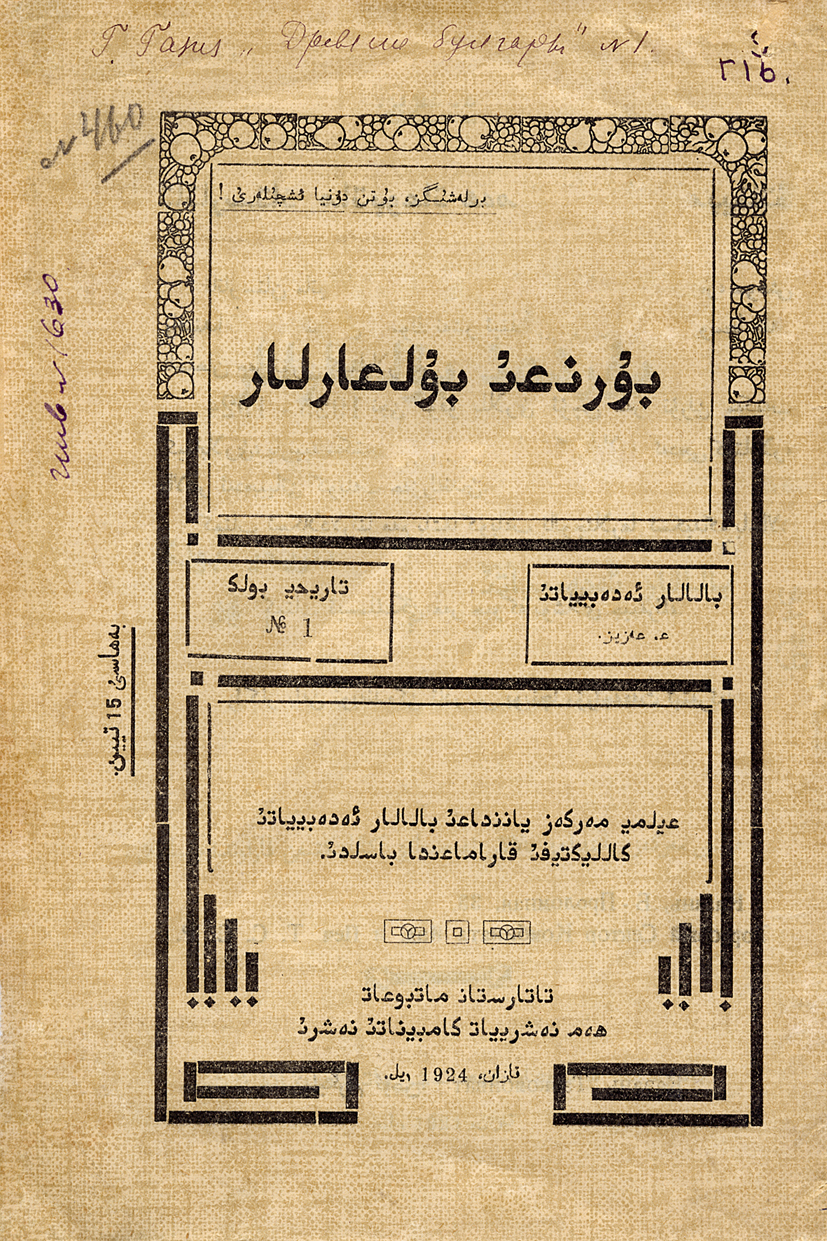

타타르어(타타르어: татар теле, татарча/tatar tele, tatarça, 러시아어: татарский язык,  영어: Tatar Language)는 타타르인, 특히 볼가 타타르인이 쓰는 튀르크어족의 언어로, 러시아 타타르스탄 공화국의 공용어이다.

## 사용국가
러시아, 우크라이나, 터키, 중국, 폴란드, 벨라루스에서 쓰인다.
러시아에는 5,300,000명의 타타르어 화자가 있다. 화자의 4,500,000명이 타타르족이다(5,500,000명은 러시아). 기타 화자는 바슈키르족 (520,000명), 러시아인 (130,000명), 추바슈족 (70,000명), 마리인 (42,000명), 우드무르트인과 모르도바인이다. 타타르 공화국에서 타타르어 방언을 사용하는 민족은 아제르바이잔인, 아르메니아인, 카자흐족, 유대인 그룹이다.

## 문자
키릴 문자와 라틴 문자, 아랍 문자를 사용한 것이 있다. 타타르 공화국에서는 2002년 이후 키릴 문자를 공식적으로 사용하고 있고, 이 조치는 2004년에 러시아 헌법재판소와 타타르 공화국 최고법원에 의해 재확인되었다. 중화인민공화국의 타타르인 사회에서는 아랍 문자로 표기하기도 한다.

### 현대 알파벳
| А а | Ә ә | Б б | В в | Г г | Д д | Е е | Ё ё |
| Ж ж | Җ җ | З з | И и | Й й | К к | Л л | М м |
| Н н | Ң ң | О о | Ө ө | П п | Р р | С с | Т т |
| У у | Ү ү | Ф ф | Х х | Һ һ | Ц ц | Ч ч | Ш ш |
| Щ щ | Ъ ъ | Ы ы | Ь ь | Э э | Ю ю | Я я |     |

## 상용타타르어
- әе(äye)(애예) - 네
- юқ(yuq)(육) - 아니요
- исәнмэ(сэз){isänme(sez)}/савмы(сыз){sawmı(sız)}{이샌메(세즈)/사우미(시즈)} - 안녕하세요
- сәлам(sälâm) - 안녕?
- сав бул(ыгыз){saw bul(ığız)}/хуш ыгыш(ыгыз){xuş(ığız)}{사우불(이기즈)/후시(이기즈)} - 안녕히 가세요
- зинһар өчэн(zínhar öçen)(진하르외첸) - 제발요
- мин(min)(민) - 나
- син(sin)(센) - 너, 당신
- ул(ul)(울) - 그 / 그녀 / 그것
- бэз(bez)(베즈) - 우리
- сэз(sez)(세즈) - 당신
- алар(alar)(알라르) - 그들
- милләт(millät)(밀랫) - 국가, 나라
- Инглиз(чә){İngliz(çä)}{잉글리즈(채)} - 영어

## 방언
카잔 타타르어 이외에 미샤르어, 시베리아의 타타르 제어(諸語)를 포함한다.

## 같이 보기
- 타타르인